# Seleção Iraquiana de Basquetebol Masculino
A Seleção Iraquiana de Basquetebol é a equipe que representa o Iraque em competições internacionais da modalidade.